# Szarajówka
Szarajówka (prononciation : [ʂaraˈjufka]) est un village polonais de la gmina de Łukowa dans le powiat de Biłgoraj de la voïvodie de Lublin dans l'est de la Pologne.
Il se situe à environ 5 kilomètres à l'ouest de Łukowa (siège de la gmina), 22 kilomètres au sud-est de Biłgoraj (siège du powiat) et 100 kilomètres au sud de Lublin (capitale de la voïvodie).
Le village comptait approximativement une population de 74 habitants en 2008.

## Histoire
De 1975 à 1998, le village est attaché administrativement à la voïvodie de Zamość.

Depuis 1999, il fait partie de la voïvodie de Lublin.
Le village est le siège depuis 1778 d'un remarquable haras, principalement de chevaux arabes polonais.